# Mikroregion Tatuí

Mikroregion Tatuí

Mikroregion Tatuí – mikroregion w brazylijskim stanie São Paulo należący do mezoregionu Itapetininga.

## Gminy
- Boituva
- Cerquilho
- Cesário Lange
- Laranjal Paulista
- Pereiras
- Porangaba
- Quadra
- Tatuí
- Torre de Pedra